# Stadiumi 18 Qershori
Stadiumi 18 Qershori (Stadion im. 18 Czerwca) – stadion sportowy w Klinie, w Kosowie. Obiekt może pomieścić 3000 widzów. Swoje spotkania rozgrywają na nim piłkarze klubu KF Dukagjini Klina.